# Alexander von Humboldt (Schiff, 1906)

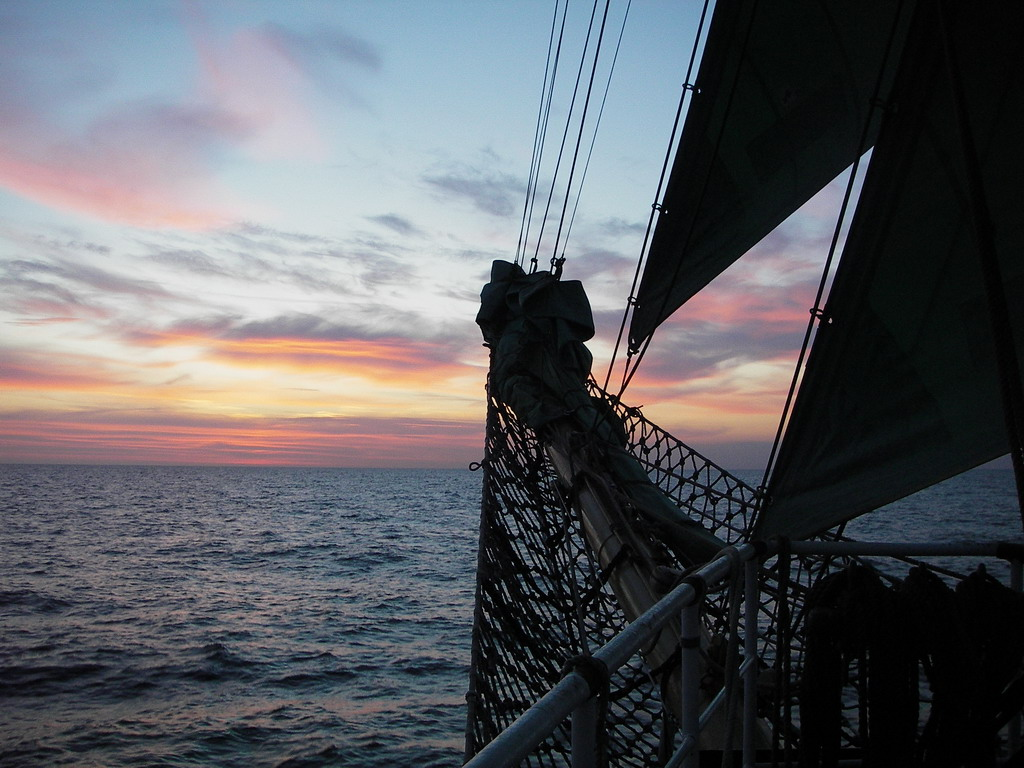
Bugspriet der Alexander von Humboldt im Sonnenaufgang

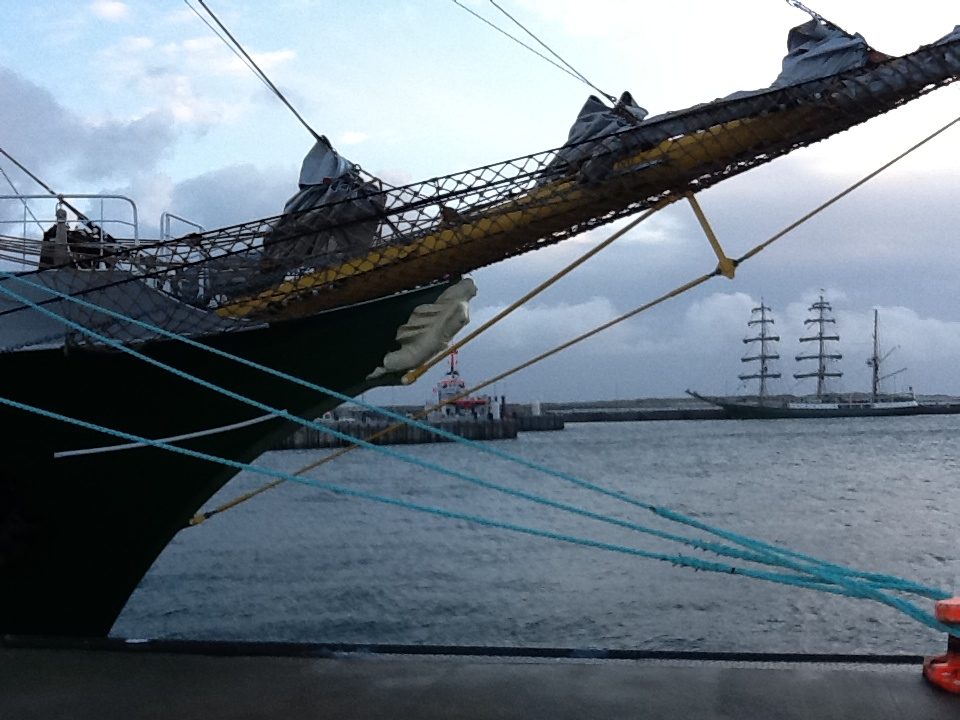
„Alte Alex“ (hinten) und „Neue Alex“ zusammen im Südhafen von Helgoland

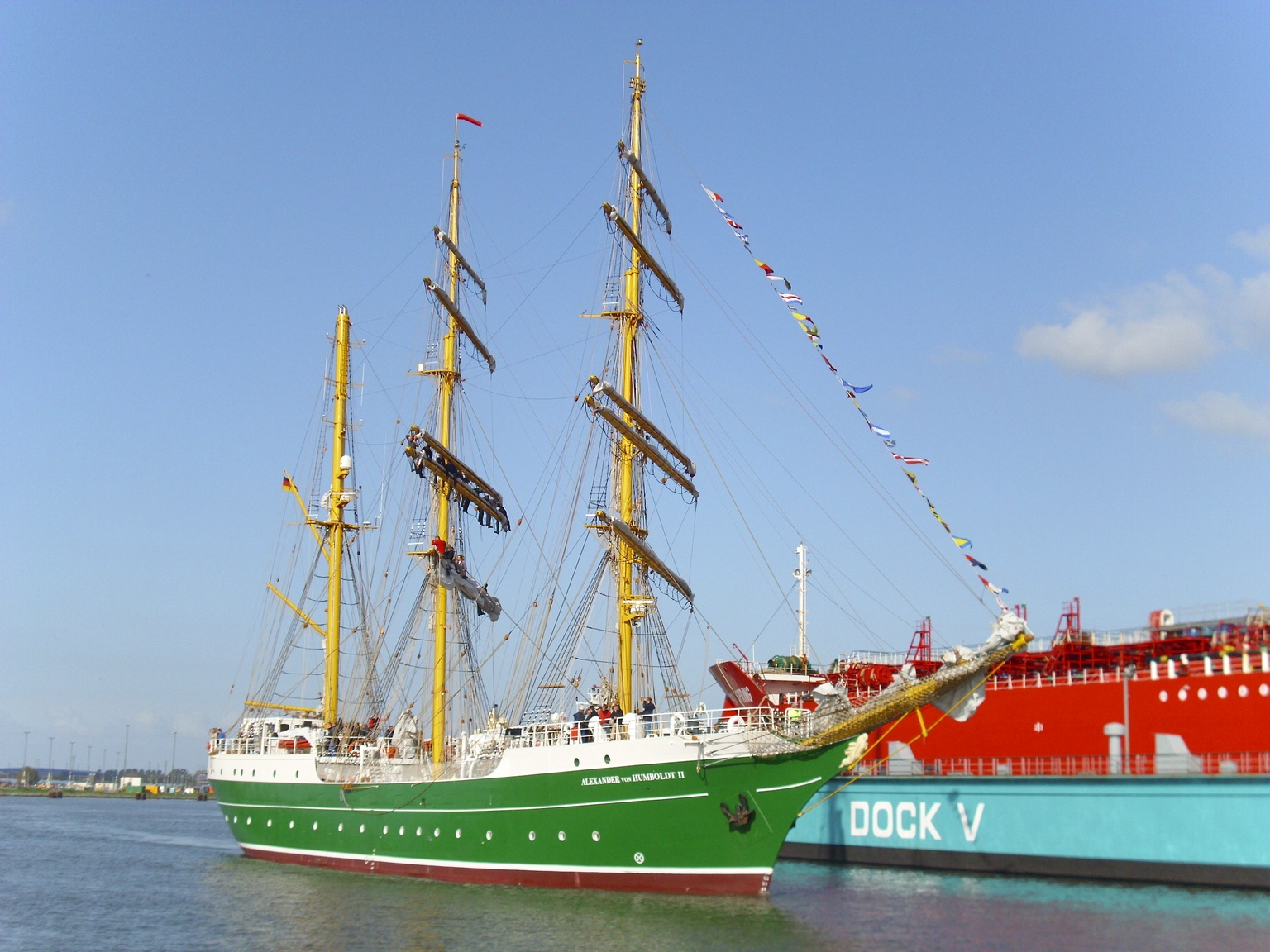
Alexander von Humboldt II

Das Segelschiff Alexander von Humboldt – auch kurz „Alex“ genannt – ist eine stählerne deutsche Bark, die 1906 als Feuerschiff unter dem Namen Reserve Sonderburg gebaut wurde. 1986 wurde sie als Feuerschiff außer Dienst gestellt, zum Segelschiff umgebaut und war ab 1988 bis Oktober 2011 als Jugend- und Ausbildungsschiff im Einsatz. Als Werbeschiff für „Beck’s Bier“ erlangte sie internationale Aufmerksamkeit. Heute findet die Alexander von Humboldt Verwendung als Hotel- und Gastronomieschiff in Bremen. Ihr Nachfolgeschiff ab 2011 wurde die Alexander von Humboldt II.

## Beschreibung
Das Schiff wurde im Jahr 1906 als Reserve-Feuerschiff Reserve Sonderburg von der Abteilung Wasserbau im preußischen Ministerium der öffentlichen Arbeiten geplant und in Auftrag gegeben. Am 10. September 1906 lief es bei der Bremer Weserwerft, der späteren AG Weser, mit der Baunummer 155 vom Stapel. Es war das erste von vier Schwesterschiffen; die anderen drei waren die Norderney (I) (heute Museumsschiff in Wilhelmshaven), die Norderney (II) und die Amrumbank (I) (beide im Zweiten Weltkrieg zerstört). Das Schiff wurde nach Fertigstellung durch das Wasserbauamt Flensburg eingesetzt.
Planungsgrundlage war, wie bei vielen anderen Feuerschiffen auch, ein seetüchtiger Segelschiffsrumpf (oft nach dem führenden Konstrukteur bei Tecklenborg, Georg Wilhelm Claussen, „Claussen-Rumpf“ genannt), auf den aber anstelle dreier normaler Segelmasten zwei Segelmasten (Fock- und Besanmast) und ein Laternenmast auf Großmastposition aufgesetzt wurde. Feuerschiffe dieser Zeit waren als Schoner getakelt, d. h., sie hatten für alle Masten auch die entsprechenden Segel an Bord. Wie alle Feuerschiffe war es rot gestrichen und trug weiße Schriftzeichen.
Die ursprünglich für den Antrieb genutzte Dampfmaschine mit 130 kW Leistung wurde 1950 gegen einen Dieselmotor mit 224 kW Leistung ausgetauscht. 1970 wurde ein neuer Dieselmotor, diesmal mit 380 kW Leistung eingebaut, der wiederum 2001 gegen einen MAN-Dieselmotor ausgetauscht wurde.
Im Zuge des Umbaus zum Trainingsschiff mit Barkrigg erhielt es ein langes Poopdeck zur Unterbringung der Mannschaften, neue Takelage, einen längeren Klüverbaum, einen grünen Anstrich und eine grüne Besegelung sowie zusätzlichen Eisenballast im Rumpf. Den heutigen Namen Alexander von Humboldt trägt das Segelschiff seit 1988.

## Geschichte
Zweck eines Reservefeuerschiffes war die Vertretung eines „Stamm“-Feuerschiffes während der jährlichen Werftliegezeiten. Auf welchen Namen es genau getauft wurde, ist nicht ganz geklärt; sowohl der Name Reserve Fehmarnbelt (nach dem ersten Einsatzort), als auch Reserve Sonderburg (auch Reserve.Sonderburg mit Name Reserve, Heimathafen Sonderburg) tauchen auf. Anhand der Schiffsglocke ist allerdings die letztgenannte Möglichkeit, also einfach Reserve mit Heimathafen Sonderburg, am ehesten anzunehmen.
Der Einsatz als Reservefeuerschiff erfolgte von 1906 bis 1939 auf den Stationen „Adlergrund“, „Jasmund“ (bis 1925), „Fehmarnbelt“ (1. Einsatzort), „Gabelsflach“, „Kiel“, „Kalkgrund/Flensburg“, „Amrumbank“ und „Außeneider“. Während des Ersten Weltkrieges wurde es als Kriegsfeuerschiff Ost auf verschiedenen Ostsee-Stationen genutzt.
1920, nachdem Sonderburg dänisch geworden war, hieß das Schiff Reserve Holtenau (Heimathafen Kiel-Holtenau). Bis 1945 folgten Einsätze auf wechselnden Positionen, hauptsächlich in der Ostsee, teilweise auch in der Nordsee. Nach dem Verlust des Feuerschiffs Kiel (II) (von 1902), das 1945 von Fliegerbomben getroffen wurde, wurde das bisherige Reservefeuerschiff in Kiel (III) umbenannt und auf der Station „Kiel“ stationiert (Position 54° 30′ N, 10° 18′ O). 1946 ging das Schiff an die Wasser- und Schifffahrtsdirektion Kiel.
Am 4. Januar 1957 kollidierte das finnische Motorschiff Satu mit dem Feuerschiff Kiel. Um ein Sinken durch Wassereinbruch zu verhindern, wurde das Feuerschiff in flaches Wasser geschleppt und dort auf Grund gesetzt. Am 13. Januar 1957 wurde es gehoben und anschließend in der Staatswerft in Rendsburg-Saatsee instand gesetzt und modernisiert, bevor es 1959 wieder die Feuerschiffsposition „Kiel“ übernahm.
Nach der Inbetriebnahme des neu erbauten Leuchtturmes Kiel verließ das Feuerschiff zum 5. Juli 1967 die Station und wurde als Reserve-Feuerschiff Kiel dem Wasser- und Schifffahrtsamt Lübeck unterstellt. Es wurde überwiegend für Stationen in der Nordsee („Elbe 1“, „Weser“, „Borkumriff“, „P8“, „P12“, „Deutsche Bucht“), aber auch in der Ostsee („Fehmarnbelt“) genutzt.
Am 21. September 1983 ging das Schiff an das Wasser- und Schifffahrtsamt Wilhelmshaven, das es ab dem 10. Oktober 1983 nach der Außerdienststellung des Feuerschiffs Amrumbank (II) als dessen Ersatz auf der Station „Deutsche Bucht“ nutzte. 1986 wurde es als Elbe 1-Reserve und Weser-Reserve (8. Juli 1986) genutzt. Am 17. September 1986 kollidierte das liberianische Motorschiff Ocean Wind mit dem auf der Station „Weser“ liegenden Feuerschiff. Aufgrund der dabei erlittenen Schäden wurde es am 23. September 1986 außer Dienst gestellt, später in Wilhelmshaven repariert und als Confidentia nach Bremerhaven überführt. Die vakante „Weser“-Station wurde von dem vollautomatischen Feuerschiff FS1 übernommen.
Nach der Außerdienststellung wurde das Feuerschiff am 30. September von der „Deutschen Stiftung Sail Training“, einer Stiftung zur Förderung des Jugendsegelns (getragen u. a. vom Automobil-Spediteur E. H. Harms GmbH & Co. und der Brauerei Beck & Co.), gekauft. Die „Deutsche Stiftung Sail Training“ ist in der Sail Training Association Germany (STAG) organisiert, einem nationalen Zusammenschluss von Segelausbildungsschiffen. Sie ließ das Schiff mit viel Eigeninitiative und in Zusammenarbeit mit den MWB Motorenwerken Bremerhaven nach Plänen des polnischen Schiffsarchitekten Zygmunt Choreń für 2,2 Millionen DM zu einem Großsegler (Bark) umbauen. Als Referenz an die Segelschiffe der Rickmers Reederei wurde der Rumpf grün lackiert.
Nach der Probefahrt am 3. März 1988 erfolgte am 20. Mai 1988 die Taufe des fertigen Schiffs nach dem deutschen Naturforscher auf den Namen Alexander von Humboldt und damit die offizielle Indienststellung durch die „Deutsche Stiftung Sail Training“. Die Laterne des Feuerschiffes wurde vor dem Kieler Schifffahrtsmuseum (in der ehemaligen Fischhalle unmittelbar am Kieler Hafen) aufgestellt.
Seit ihrem Umbau hat die Alexander von Humboldt weit über 300.000 Seemeilen zurückgelegt, dies entspricht etwa dem vierzehnfachen Äquatorumfang. Höhepunkte waren jedes Jahr die Tall Ships’ Races (früher Cutty Sark Tall Ships’ Races), Regatten, bei denen sich vor allem Großsegler und speziell deren jugendliche Mannschaften aus aller Welt treffen, sowie die Wintertörns um die Kanarischen Inseln herum. Im Sommer segelte das Schiff hauptsächlich in Nord- und Ostsee. Die Alexander von Humboldt diente außerdem als „Windjammer für die Jugend“ als Trainingsschiff für zahlende Gäste allen Alters, die das Segeln auf Großseglern erlernen wollen. Um Geld zu verdienen, wurde die Alexander von Humboldt auch als Werbeschiff für die Becks-Bier Brauerei in Bremen eingesetzt. Die 24 grünen Segel der Sonderfarbe Etikettgrün wurden von der Segelmacherei Beilken im niedersächsischen Lemwerder hergestellt.
Eine der weitesten Reisen führte die Alexander von Humboldt auf von Humboldts Spuren (zum Gedenken an dessen Südamerika-Expedition vor 200 Jahren von 1799 bis 1804) nach Südamerika und in die Karibik von Oktober/November 2003 bis Mai 2004. Zur Feier der Indienststellung vor 100 Jahren startete die Alexander von Humboldt im Herbst 2005 erneut zu einer Reise nach Südamerika. Die einzelnen Stationen der Jubiläumsreise waren Bremerhaven, St. Malo, Lissabon, Kanarische Inseln, Kapverdische Inseln, Rio de Janeiro, Buenos Aires, Ushuaia (Feuerland), Valparaíso, Callao, Balboa (Panamakanal), Havanna, Bermudas, Azoren, St. Malo und wieder Bremerhaven. Im Rahmen dieser Reise passierte das Schiff am 13. Januar 2006 um 7:03 Uhr Ortszeit unter Führung von Kapitän Klaus Ricke Kap Hoorn, die Südspitze Südamerikas. Die Alexander von Humboldt war damit der erste Großsegler (und bis Januar 2011, als die Gorch Fock das Kap umfuhr, der einzige) unter deutscher Flagge, der seit 1949 Kap Hoorn umrundet hat. Sie passierte unter Segeln das Kap in Ost-West-Richtung, trotz Windstärke 10 Beaufort, in Böen 11 Beaufort, aus West. Am 14. Januar 2006 landete die Besatzung auf der Insel Hoorn, trug sich in das Besucherbuch der Wetterstation der chilenischen Marine ein und besuchte das Kap-Hoorn-Denkmal für die in diesem Seegebiet ums Leben gekommenen Seeleute. Einer am 17. Januar 2006 ausgetauschten Besatzung gelang zwei Tage später unter Kapitän Ulrich Lamprecht erneut die Anlandung auf dem berühmten Felsen.
Im Juli 2011 gewann sie unter Kapitän Mike Vosgerau in der Teilnehmer-Klasse A (Großsegler) das Tall Ships Race von Lerwick nach Stavanger.
Wegen ständig wachsenden Sicherheitsanforderungen und den damit verbundenen steigenden Unterhalt- und Wartungskosten (bis zu 500.000 Euro pro Jahr) wurde das Schiff dem Eigner zu teuer und somit am 9. Oktober 2011 außer Dienst gestellt. Nachfolger im Betrieb für die Stiftung ist die Alexander von Humboldt II.
Ende Dezember 2011 wurde das Schiff an einen Bremerhavener Unternehmer verkauft, ab 10. Januar 2012 nach Freeport auf den Bahamas überführt und dort zunächst ab März 2012 – mit einheimischer Besatzung – für touristische Segeltouren eingesetzt. Nachdem das Konzept – Segeltouren rund um die Bahamas – nicht aufging, wurde es zwecks Überholung in eine Werft nach Sevilla ins Mittelmeer überführt. Dort befand es sich zwischen Mitte März und Anfang April 2013. Weil die dortigen technischen Gegebenheiten für die Überholung eines Segelschiffes nicht geeignet waren, wurde es Anfang Mai nach Bremerhaven überführt. Ab September 2013 lag es dann in Bremerhaven auf. Im Juli 2014 kaufte es ein Unternehmer aus Goslar, der das Schiff zu einem Veranstaltungs- und Hotelschiff mit Gastronomie umbauen ließ. Seit 18. April 2015 befand sich die Alexander von Humboldt in der Marina Europahafen und machte am 24. Oktober 2016 an ihrem endgültigen Liegeplatz an der Schlachte in Bremen fest.

## Auszeichnungen
- Pokal für das schnellste Schiff auf der Atlantik-Regatta von Portugal nach Madeira (2008)[13]
- Loyalty Trophy der International Sail Training & Tall Ships Conference 2008 in Halifax (Kanada)[14]
- The Shipping Federation of Great Britain Perpetual Trophy, 2008[15]
- Sieger JadeWeserPort-Cup 2009

## Weitere Schiffsdaten
| Name, TS-Nr.        | Alexander von Humboldt, TS-G 404 (bis 2011) |
| Rumpf               | Stahlrumpf als Dreiinselschiff, langes Poopdeck (Unterkünfte), mit Mittschiffsbrücke verbunden, Rah-Masten mit Mars- und Bramstengen                                                                       |
| Rigg                | geteilte Mars-, einfache Bramrahen, Royalsegel, Skysegel am Mittelmast, Besanmast mit Stenge und 2 Gaffeln                                                                                                 |
| Länge an Deck (LaD) | 53,5 m |
| Schiffsmasse        | 660 t leer; 829 t beladen |
| Verdrängung         | 816 tn.l. (829 t) |
| Segelfläche         | 1035 m² (25 Segel: 11 Rah-, 5 Vor-, 6 Stagsegel, 2 Besane und Besantoppsegel) |
| Masthöhe (bei Tg)   | Fockmast: 31,0 m (Wasserlinie-Flaggenknopf); Großmast: 34,0 m; Besanmast als Pfahlmast mit zwei Gaffeln: 28,1 m                                                                                            |
| Besatzung           | 23 Stammbesatzung (1 Kapitän, 3 Steuerleute, 1 Schiffsingenieur, 1 Maschinist, 1 Elektriker, 1 Arzt, 1 Bootsmann, 3 Toppsmatrosen, 6 Matrosen, 3 Leichtmatrosen, 2 Köche) und bis zu 36 zahlende Mitsegler |

## Galerie

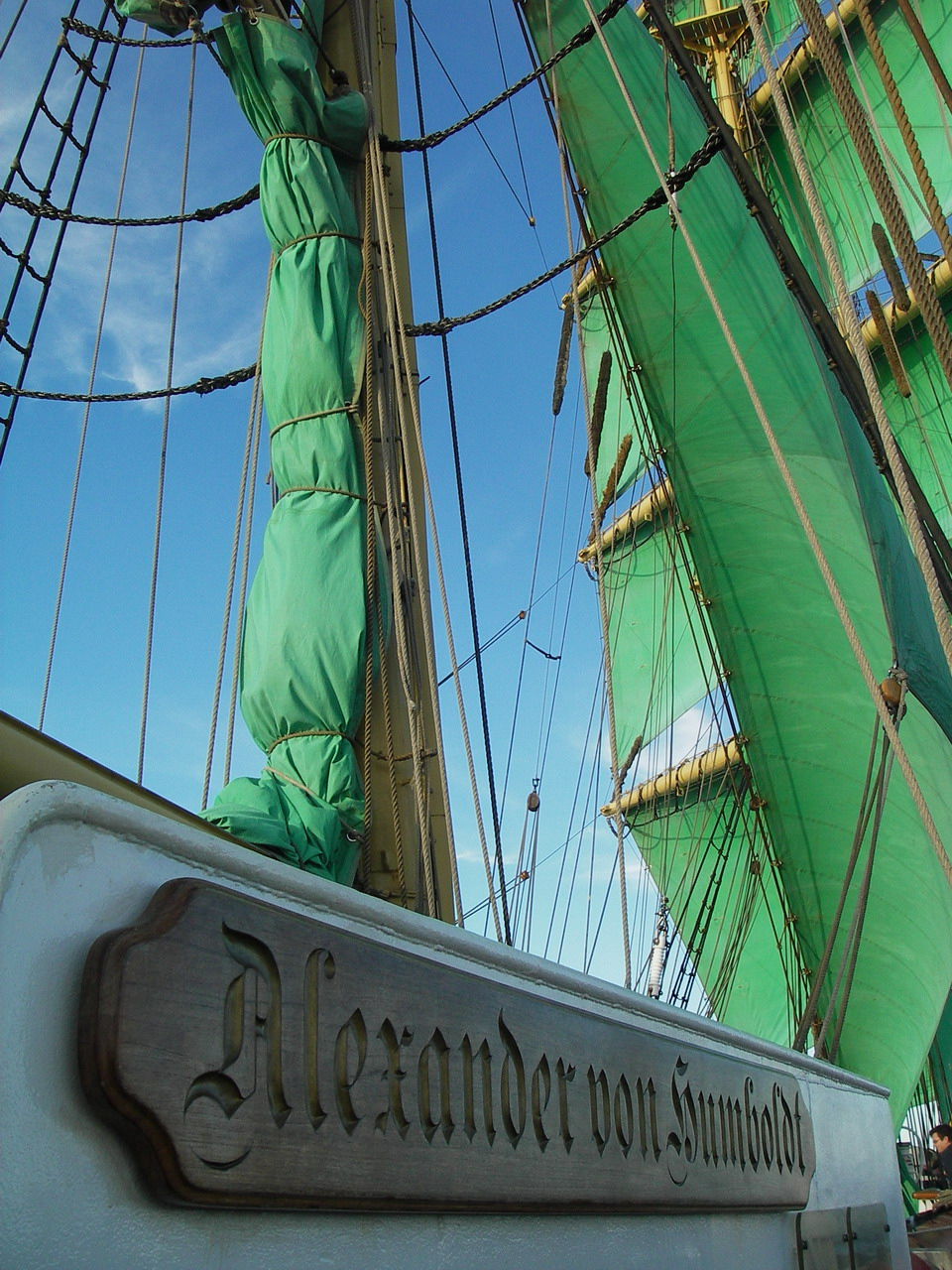
Alexander von Humboldt
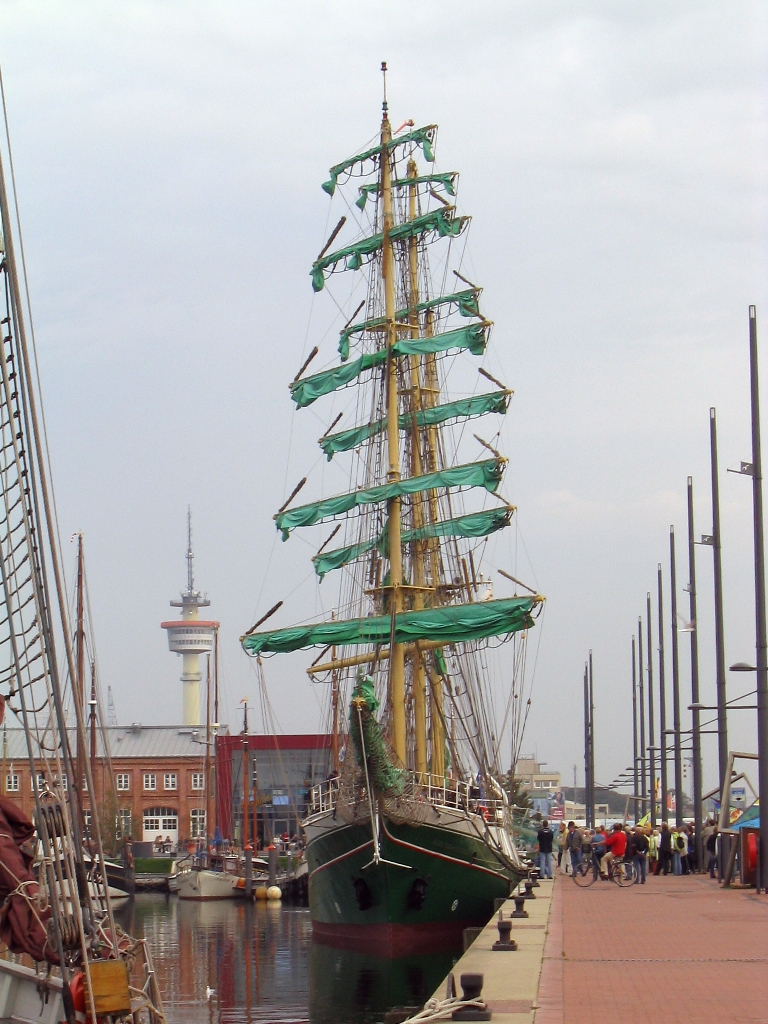
Die Alexander von Humboldt in Bremerhaven; Verabschiedung zur Kap-Hoorn-Umrundung im Jahr 2005/2006
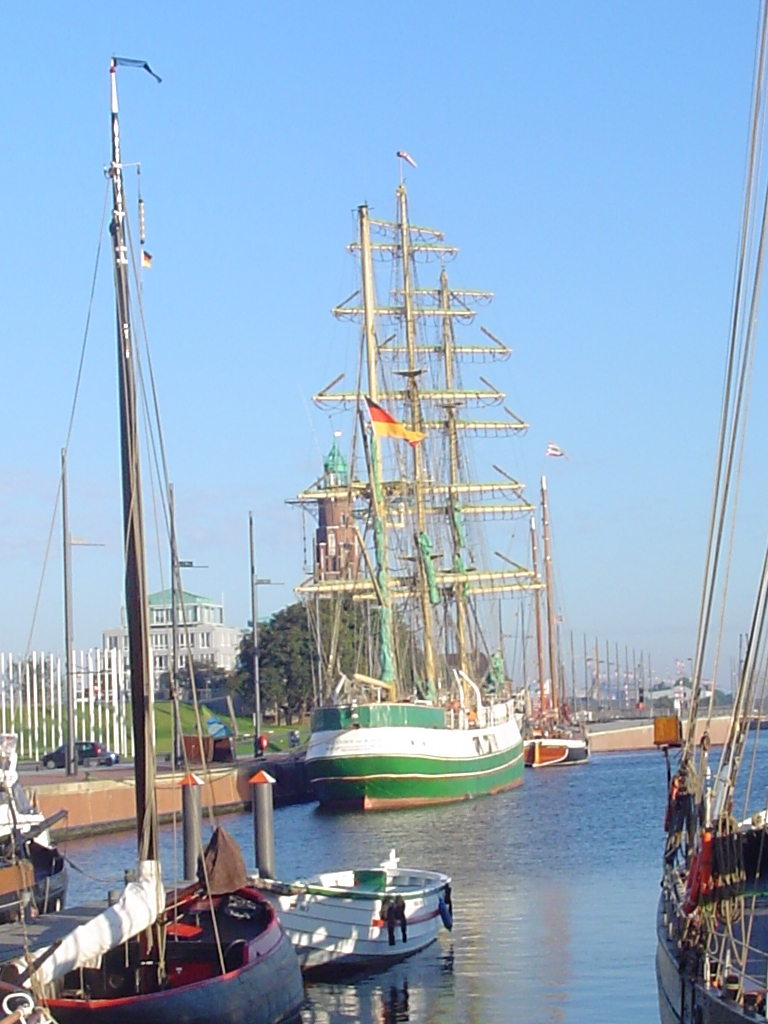
Die Alexander von Humboldt im Heimathafen Bremerhaven
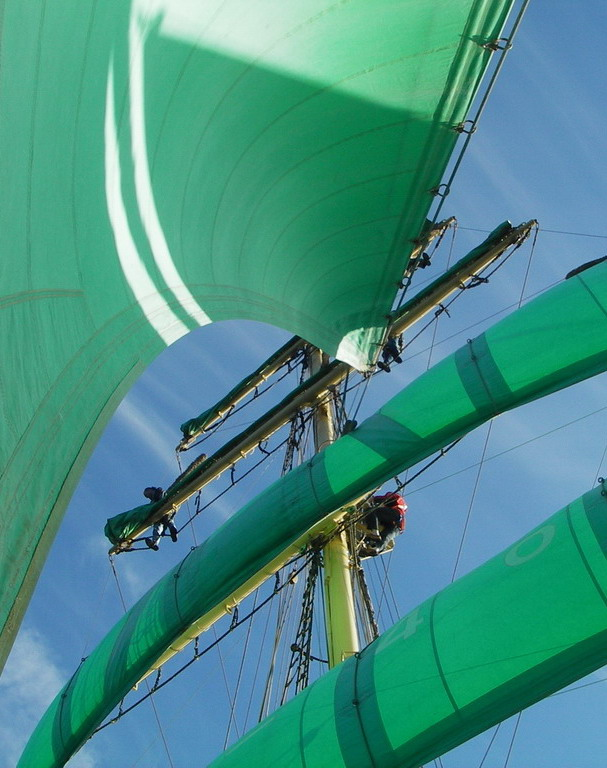
Arbeit am Großmast der Alexander von Humboldt
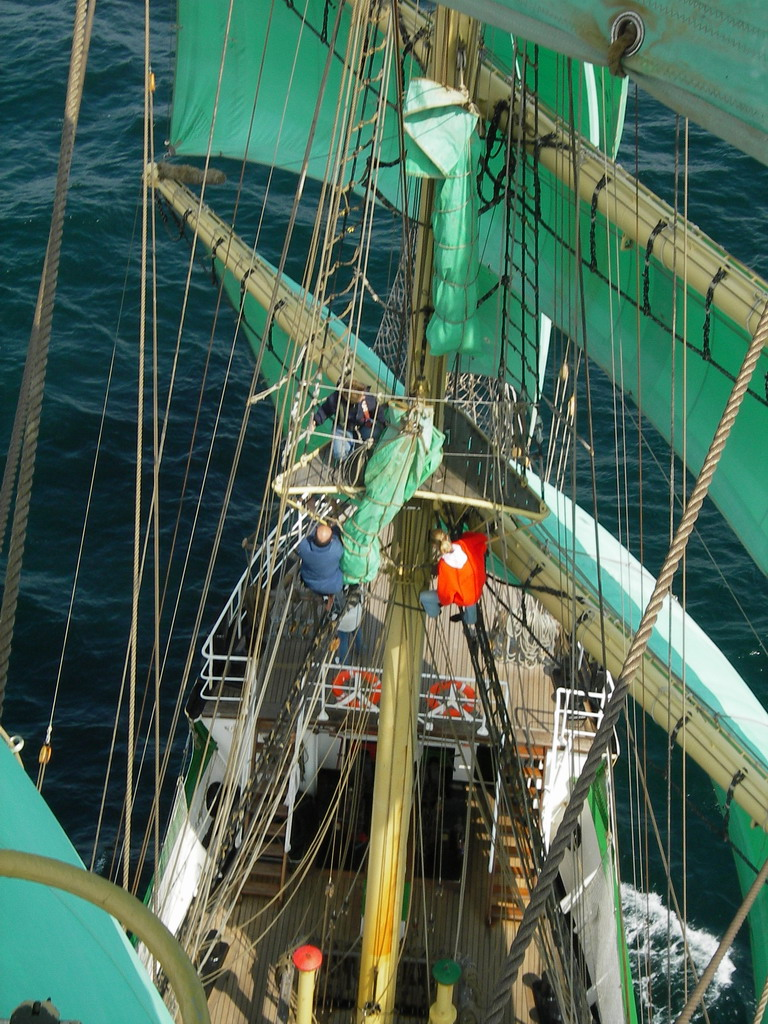
Arbeit am Fockmast der Alexander von Humboldt
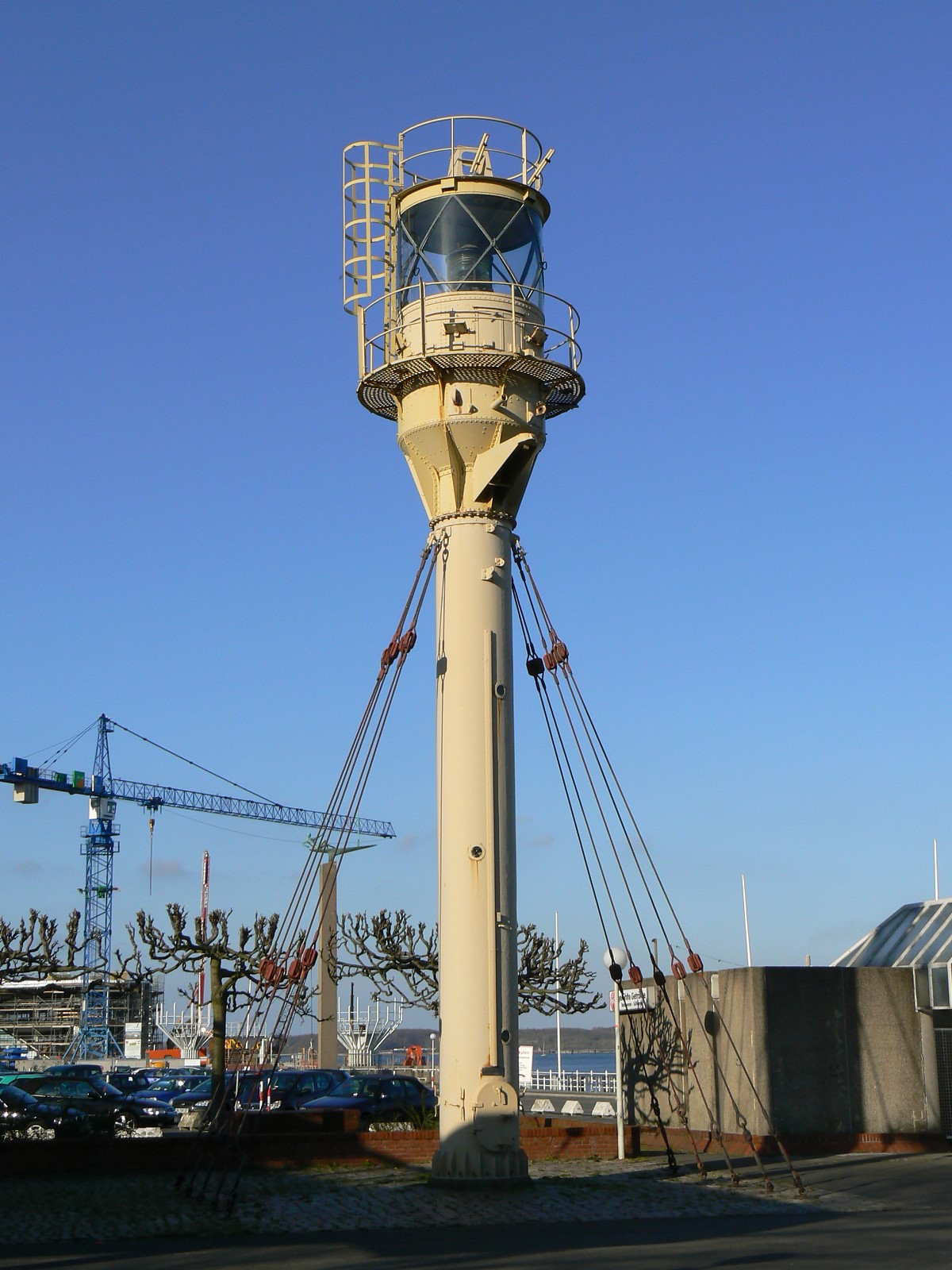
Laternenmast des Feuerschiffs vor dem Schifffahrtsmuseum Kiel